# Лель (посёлок)
Лель — посёлок в Гайнском районе Пермского края. Входит в состав Верхнестарицкого сельского поселения. Располагается севернее районного центра, посёлка Гайны. Расположен примерно в 45 км к северу от посёлка Верхняя Старица. По данным Всероссийской переписи населения 2010 года, в посёлке проживало 163 человека (86 мужчин и 77 женщин).